# Euthycera merzi
Euthycera merzi är en tvåvingeart som beskrevs av Rudolf Rozkošný 2006.
Euthycera merzi ingår i släktet Euthycera och familjen kärrflugor. Inga underarter finns listade i Catalogue of Life.